# Stereospermum annamense
Quao xanh hay quao Trung Bộ (Stereospermum annamense) là một loài thực vật có hoa trong họ Chùm ớt. Loài này được Dop miêu tả khoa học đầu tiên năm 1926.